# Monsters vs Aliens
Monsters vs. Aliens är en 3D-animerad långfilm producerad av DreamWorks Animation, som hade premiär i Sverige 3 april 2009. Filmen är regisserad av Rob Letterman och Conrad Vernon.
Filmen var i USA först menad att släppas i maj 2009, men flyttades till 27 mars 2009. I originalversionen av filmen medverkar Reese Witherspoon, Seth Rogen, Hugh Laurie, Will Arnett, Rainn Wilson, Kiefer Sutherland, Stephen Colbert och Paul Rudd.

## Handling
Filmen handlar om unga Susan Murphy, som på sin bröllopsdag blir träffad av en meteorit och växer till en längd på 15 meter. Hon blir fångad av regeringen och förs till en topphemlig anläggning där hon får träffa andra monster; B.O.B, som är en levande slemhög, Den felande länken, som är en fiskman, Insektosaurus, som är en muterad gigantisk fjärilslarv, och Professor Kackerlacka, en man som är hälften kackerlacka, hälften människa. Under tiden landar ett UFO i USA och visar sig vara fientligt. Presidenten bestämmer sig för att släppa ut monstren i gengäld mot att de slåss mot utomjordingen Gallaxhar och hans armé av kloner.

## Medverkande
- Reese Witherspoon - Susan Murphy / Enormica
- Hugh Laurie - Professor Kackerlacka
- Will Arnett - Felande länken
- Seth Rogen - B.O.B.
- Kiefer Sutherland - General W.R. Monger
- Paul Rudd - Derek
- Conrad Vernon - Insectosaurus
- Rainn Wilson - Gallaxhar
- Amy Poehler - Rymdskeppsdator
- Stephen Colbert - President Hathaway
- Jeffrey Tambor - Carl Murphy
- Julie White - Wendy Murphy
- Ed Helms - Nyhetsreporter
- Renée Zellweger - Katie
- John Krasinski - Cuthbert
- David Koch - Australiensisk nyhetsuppläsare

### Svensk version
- Lina Hedlund - Susan Murphy / Enormica
- Adam Fietz - Felande länken
- Bengt Järnblad - Professor Kackerlacka
- Fredrik Dolk - General W.R. Monger
- Steve Kratz - Gallaxhar
- Fredde Granberg - B.O.B.
- Jonas Kruse - Derek Dietl
- Jonas Bergström - President Hathaway
- Anneli Ahlgren - Rymdskeppsdator
- Anita Heikkilä - Wendy Murphy
- Ole Ornered - Cuthbert
- Per Sandborgh - Carl Murphy
- Göran Gillinger - Jerry
- Ewa Fröling - Rita Dietl
- Kristian Ståhlgren - Ben
- Karin Carnrot - Katie
- Calle Stjernlöf - Dither

## Mottagande
Filmen fick positiva recensioner av kritiker i Sverige, några exempel:
- Expressen: 4/5[2]
- Aftonbladet: 3/5[3]
- Svenska Dagbladet: 5/6[4]
- Sydsvenskan: 3/5[5]
- Nyhetsmorgon: 3/5[6]